# Boulevard Oddo
Pour les articles homonymes, voir Oddo.
Le boulevard Oddo est une voie marseillaise située dans le 15e arrondissement. 

## Situation et accès
Il se situe à la limite des quartiers de la Cabucelle et des Crottes. Il débute chemin de la Madrague-Ville et se termine rue de Lyon. Il marque également la limite Nord d’Euroméditerranée II.
Le boulevard Oddo est desservi par le bus de nuit   du réseau de bus RTM, et à chacune de ses extrémités par les bus   (arrêt Rabattu, chemin de la Madrague-Ville) et     (arrêt Lyon-Oddo, rue de Lyon).

## Origine du nom
Le boulevard Oddo doit son nom à Dominique Oddo, avoué à Marseille, qui achète aux enchères en 1852 une bastide de 4,7 ha dans le quartier dit des Petites Crottes. 

## Historique
Le boulevard tracé dès 1859 est cédé à la ville en 1877. Il est prolongé vers l’est, de la rue de Lyon au chemin des Aygalades en 1892,,, puis en direction du quartier du Canet à partir de en 1930. Ces deux nouveaux tronçons prenne le nom de boulevard Oddo prolongé.  
D’autres voies issues du lotissement de la propriété de Dominique Oddo portent des odonymes voisins : la rue Villa Oddo créée en 1901, l’avenue Oddo et la place Oddo créées en 1911. La place Oddo devient place Edgar Tarquin après la Seconde Guerre mondiale en l'honneur du résistant éponyme.

### Liaison entre la route d’Aix et le port de Marseille
À partir du milieu du XIXe siècle les quartiers ruraux de la Cabucelle et des Crottes s’industrialisent. Ils sont alors essentiellement desservis par la grande route de Marseille à d’Aix. Cet axe sud-nord ne permet pas de relier les nouvelles usines et le port de Marseille alors en plein développement. La réalisation du boulevard Oddo, initiative privée du lotisseur, répond à ce besoin de liaison est-ouest,.
De 1930 à 1934 la compagnie de chemin de fer PLM réalise une nouvelle extension du boulevard Oddo prolongé pour le compte de la  Ville de Marseille, dans le cadre de la construction de gare aux marchandises de Marseille-Canet. Ce large boulevard valorise l'accès à de vastes terrains industriels jusqu'alors mal desservis. Après la Seconde Guerre mondiale le boulevard Oddo prolongé devient le boulevard du Capitaine-Gèze, en l’honneur du Capitaine Gèze mort pour la France lors de la libération de Marseille.

### La Butineuse, coopérative de consommation
En 1893 la société de la Butineuse et la Fédération Méridionale des Sociétés Coopératives s’installent au 25-27 boulevard Oddo, à l'angle de la rue Paul (renommée par la suite rue de la Butineuse). À la veille du premier conflit mondial elle compte 1 115 sociétaires. C’est un lieu important de sociabilité de ce faubourg ouvrier qu’est le quartier Oddo. Cette coopérative de consommation dispose d’une épicerie et de ses propres chais, elle fabrique elle-même son pain avec la farine dont elle contrôle la production. 

### Le camp Oddo
Le camp Oddo est un des lieux d'accueil mis à la disposition des réfugiés arméniens rescapés du génocide à partir de novembre 1922. Il occupe jusqu'en 1927 les baraquements d’un ancien camp militaire de la guerre de 1914-1918 situé à l’extrémité est du boulevard Oddo Prolongé, le long du ruisseau des Aygalades. Les terrains du camp sont ensuite inclus dans la gare aux marchandises de Marseille-Canet. 

### Le carrefour boulevard Oddo-rue de Lyon
Dans la période entre-deux-guerres le croisement entre le boulevard Oddo et la rue de Lyon est le lieu d'une très grande animation, avec de nombreux commerces, des bars et deux cinémas. Le trafic de camions entre les quais du port, les gares de fret d'Arenc et du Canet et les usines y est incessant. C’est aussi la grande époque du tramway, dont le réseau est abandonné après la Seconde Guerre mondiale : huit lignes reliant le centre ville aux quartiers nord et à Aix-en-Provence passent par ce carrefour. 
Puis, avec le déclin des activités portuaires et industrielles le quartier Oddo se fige et se paupérise. 

## Bâtiments remarquables et lieux de mémoire
- Au n°11 une large inscription « Huilerie Darier de Rouffio » subsiste sur les bâtiments de l’ancienne huilerie reconvertie en hôtel d’entreprise.
- Au n°85 une plaque commémore l’assassinat de le résistante Mala Kriegel avec cette inscription : « Ici tomba pour que vive la France Mala Kriegel collaboratrice de La Marseillaise fusillée par les Allemands le 27 mai 1944. »[9].
- En novembre 2019 deux immeubles du boulevard en état de péril imminent doivent être évacués[10].